# Ersilia Caetani-Lovatelli
Pour les articles homonymes, voir Caetani.
Ersilia Caetani-Lovatelli (ou simplement Ersilia Caetani), née le 12 octobre 1840 à Rome et morte le 22 décembre 1925 dans cette même ville, est une comtesse, une historienne de l'art et une archéologue italienne.

## Biographie
Ersilia Caetani-Lovatelli est née à Rome en 1840. Elle est la fille de Michelangelo Caetani, spécialiste de l’œuvre  de Dante et de la comtesse polonaise Calixta Rzewuski. Sa mère est une membre de l'importante famille Rzewuski, et son père est issue de la famille aristocratique Caetani (en), qui joue un rôle majeur dans l'histoire de Rome, et surtout de Pise. Sa mère meurt alors qu'elle est encore enfant, Elle apprend le grec, le latin et le sanskrit avec un tuteur privé, et épouse Giovanni Lovatelli en 1859, qui décède en 1879. Ersilia Caetani-Lovatelli devient en 1879 la première femme à devenir membre de l'Accademia Nazionale dei Lincei, qui est la plus ancienne académie italienne,.
Elle tient salon entre 1870 et 1915 dans le palais de la famille Caetani, le mardi et le jeudi. Le salon accueille des personnes de savoir dont des écrivains et des compositeurs. Elle y reçoit aussi volontiers des hôtes venus de toute l'Europe tels que Stendhal, Honoré de Balzac Nikolai Gogol, Franz Liszt, Ferdinand Brunetière, Émile Zola ou  Theodor Mommsen et des archéologues allemands comme Eduard Gerhard, Georg Karo, Ludwig Curtius, Wilhelm Henzen et Ludwig Pollak.  L'Université de Halle lui octroie en 1894 un doctorat honorifique en remerciement de ses bonnes relations avec l'Allemagne.
Ersilia Caetani-Lovatelli est intéressée par l'archéologie et l'histoire. Elle est l'auteure de plusieurs livres et de nombreux articles sur la Rome antique. Elle étudie les catacombes, mais aussi la mort en général.
Elle était en outre membre de plusieurs sociétés savantes. La mode des salons s'éteint avec l'entrée en guerre de l'Italie, autour de 1915.
Elle meurt à Rome le 22 décembre 1925.